# Grupo de Estudos Linguísticos do Estado de São Paulo
O Grupo de Estudos Linguísticos do Estado de São Paulo (GEL) é uma associação acadêmica sem fins lucrativos fundada em 1969 para promover o avanço das pesquisas em estudos da linguagem a partir de seminários (inicialmente semestrais e, desde 1989, anuais). A reunião fundadora do Grupo foi convocada por Isaac Nicolau Salum, da Universidade de São Paulo, e sua primeira diretoria teve Ataliba Teixeira de Castilho como presidente, Cidmar Teodoro Pais como secretário e Francisco da Silva Borba como tesoureiro. Publica dos periódicos: Estudos Linguísticos (desde 1978) e a Revista do GEL (desde 2002).
Junto à Associação Brasileira de Linguística, também fundada em 1969, o GEL foi uma das primeiras sociedades científicas de linguística do Brasil, sendo seguido por iniciativas como o Grupo de Estudos Linguísticos do Norte (GELNO), o Grupo de Estudos Linguísticos do Nordeste (GELNE, 1978) e o Círculo de Estudos Linguísticos do Sul (CELSUL).

## Presidentes
As diretorias do GEL são divididas entre a Universidade de São Paulo, a Universidade Estadual Paulista, a Universidade Estadual de Campinas e a Universidade Federal de São Carlos:
- 1969-1971: Ataliba Teixeira de Castilho (FFCL - Marília)
- 1971-1973: Izidoro Blikstein (USP)
- 1973-1975: João de Almeida (FFCL - Assis)
- 1975-1977: Alceu Dias Lima (UNESP - Araraquara)
- 1977-1979: Rodolfo Ilari (UNICAMP)
- 1979-1981: Francisco da Silva Borba (UNESP - Araraquara)
- 1981-1983: Eduardo R. J. Guimarães (UNICAMP)
- 1983-1985: Mercedes Sanfelice Risso e Rafael Eugenio Hoyos-Andrade (UNESP - Assis)
- 1985-1987: Ermínio Rodrigues (UNESP - São José do Rio Preto)
- 1987-1989: Maria Bernadete Marques Abaurre (UNICAMP)
- 1989-1991: José Luiz Fiorin (USP)
- 1991-1993: Edna Maria Fernandes dos Santos Nascimento (UNESP - Araraquara)
- 1993-1995: Geraldo Cintra (USP)
- 1995-1997: Sírio Possenti (UNICAMP)
- 1997-1999: Roberto Gomes Camacho (UNESP - São José do Rio Preto)
- 1999-2001: Clélia Cândida Abreu Spinardi Jubran (UNESP - Assis)
- 2001-2003: Maria Cristina Fernandes Salles Altman (USP)
- 2003-2005: Raquel Salek Fiad (UNICAMP)
- 2009-2011: Gladis Maria de Barcellos Almeida (UFSCAR)
- 2011-2013: Ieda Maria Alves (USP)
- 2013-2015: Rosana do Carmo Novaes Pinto (UNICAMP)
- 2015-2017: Luciane de Paula (UNESP - Assis)
- 2017-2019: Luciani Tenani (UNESP - São José do Rio Preto)
- 2019-2021: Luiz André Neves de Brito (UFSCar)
- 2021-2023: Marcelo Módolo (USP)
- 2023-2025: Livia Oushiro (UNICAMP)